# Leimgruberova–Batchova syntéza indolů
Leimgruberova–Batchova syntéza indolů je posloupnost chemických reakcí, kterými se připravují indoly z o-nitrotoluenů 1. Prvním krokem postupu je tvorba enaminu z N,N-dimethylformamiddimethylacetalu a pyrrolidinu. V druhém kroku se poté vytváří redukční cyklizací výsledný indol 3.
Účinnost redukční cyklizace se ve výše uvedeném případě navyšuje pomocí Raneyova niklu a hydrazinu, lze také použít palladium na vrstvě uhlíku s vodíkem, chlorid cínatý, dihioničitan sodný nebo roztok železa v kyselině octové.

## Mechanismus
Při počáteční tvorbě enaminu se působením pyrrolidinu z dimethylformamiddimethylacetalu odštěpuje plynný dimethylamin a vzniká reaktivnější látka. Mírně kyselé vodíky z methylové skupiny toluenu mohou být odštěpeny vhodnou zásadou a vuniklý karboanion následně reaguje s meziproduktem vytvořeným z acetalu za tvorby enaminu, přičemž se odděluje molekula methanolu. Reakci lze provést i bez pyrrolidinu, a to přes N,N-dimethylenamin, potom ovšem bude probíhat déle. V druhém kroku se nitroskupina redukuje na \aminovou skupinu vodíkem a přítomnosti Raneyovým niklem, následuje cyklizace a eliminace pyrrolidinu. Vodík použitý při této reakci se často připravuje na místě použití rozkladem hydrátu hydrazinu na H2 a N2 za přítomnosti niklu.
Leimgruberova–Batchova syntéza indolů se začala využívat v průmyslu ještě před zveřejněním jejího objevu v odborné literatuře. Mnoho indolů je farmakologicky aktivních, a tak mají v průmyslu velký význam postupy, kterými je lze snadno získávat. Jedná se o často prováděnou alternativu Fischerovy syntézy indolů, protože mnoho ortho-nitrotoluenů, používaných při ní jako výchozí látky, lze zakoupit nebo snadno připravit. Navíc má vysokou výtěžnost i za mírných podmínek.
Enaminové meziprodukty mají ve svých molekulách nitroskupiny konjugovajné se skupinami dodávajícími elektrony. Díky konjugovaným systémům jsou často výrazně zbarveny do červena.